# Острые ощущения
«Острые ощущения» (англ. Sensation) — американский кинофильм 1994 года.

## Сюжет
Студентка колледжа (Кэри Вюрер) совершенно внезапно открывает в себе скрытую способность видеть прошлое. Ею интересуются специалисты и приглашают для участия в научных сеансах. И тогда девушка начинает страдать от приступов страха: она уверена, что становится добычей маньяка.